# Lemna perpusilla
Lemna perpusilla là một loài thực vật có hoa trong họ Ráy (Araceae). Loài này được Torr. mô tả khoa học đầu tiên năm 1843.

## Hình ảnh

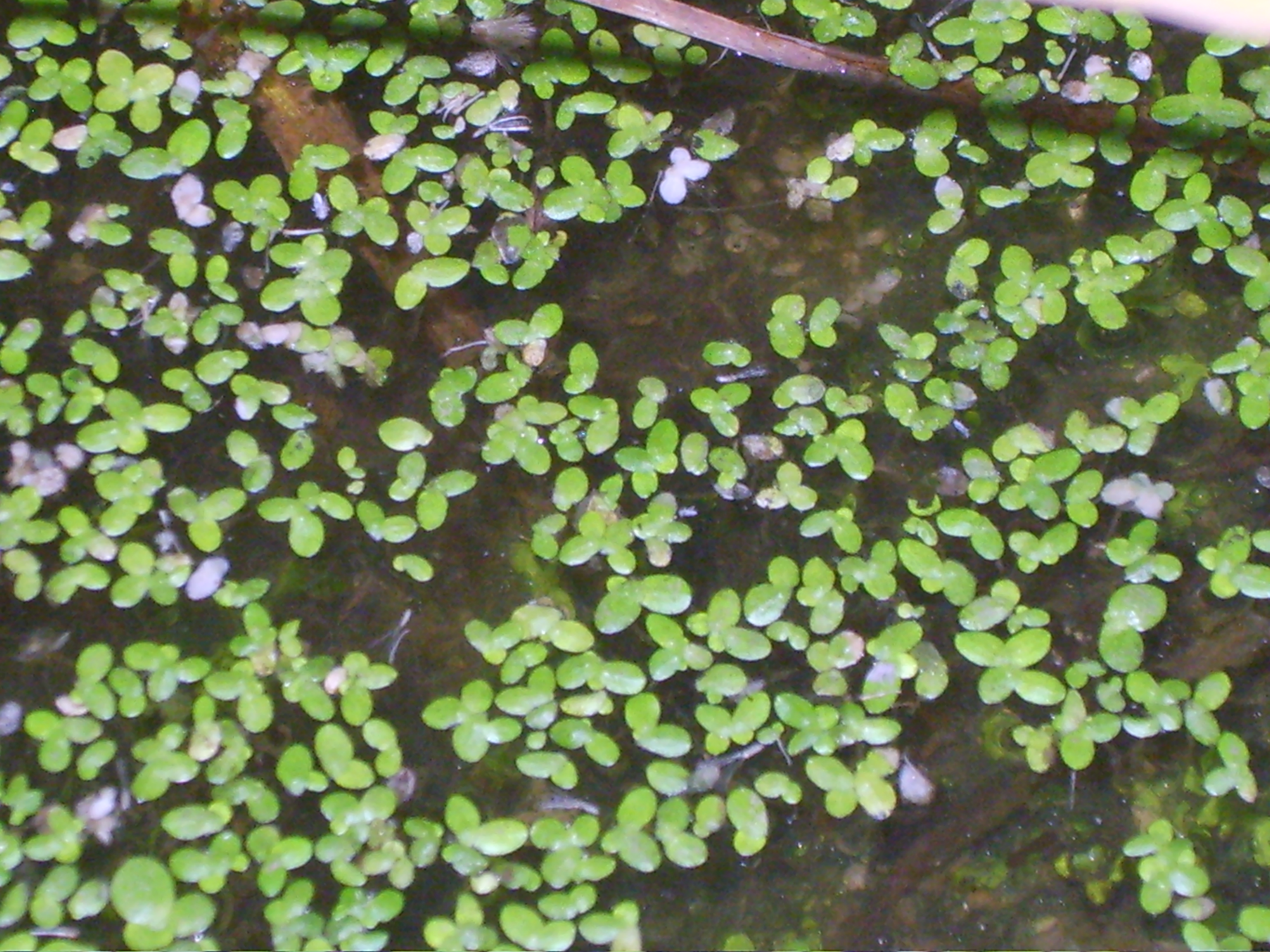
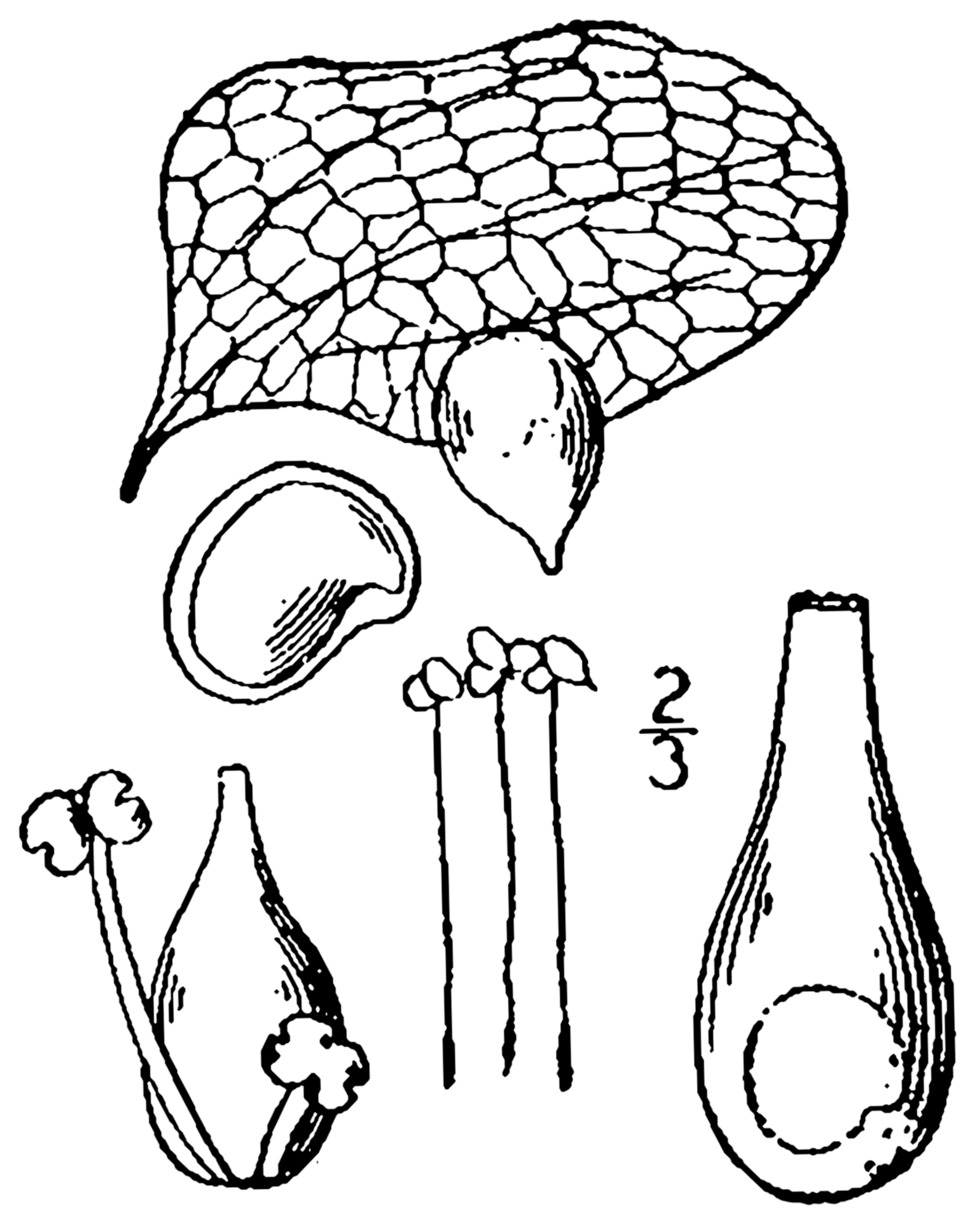
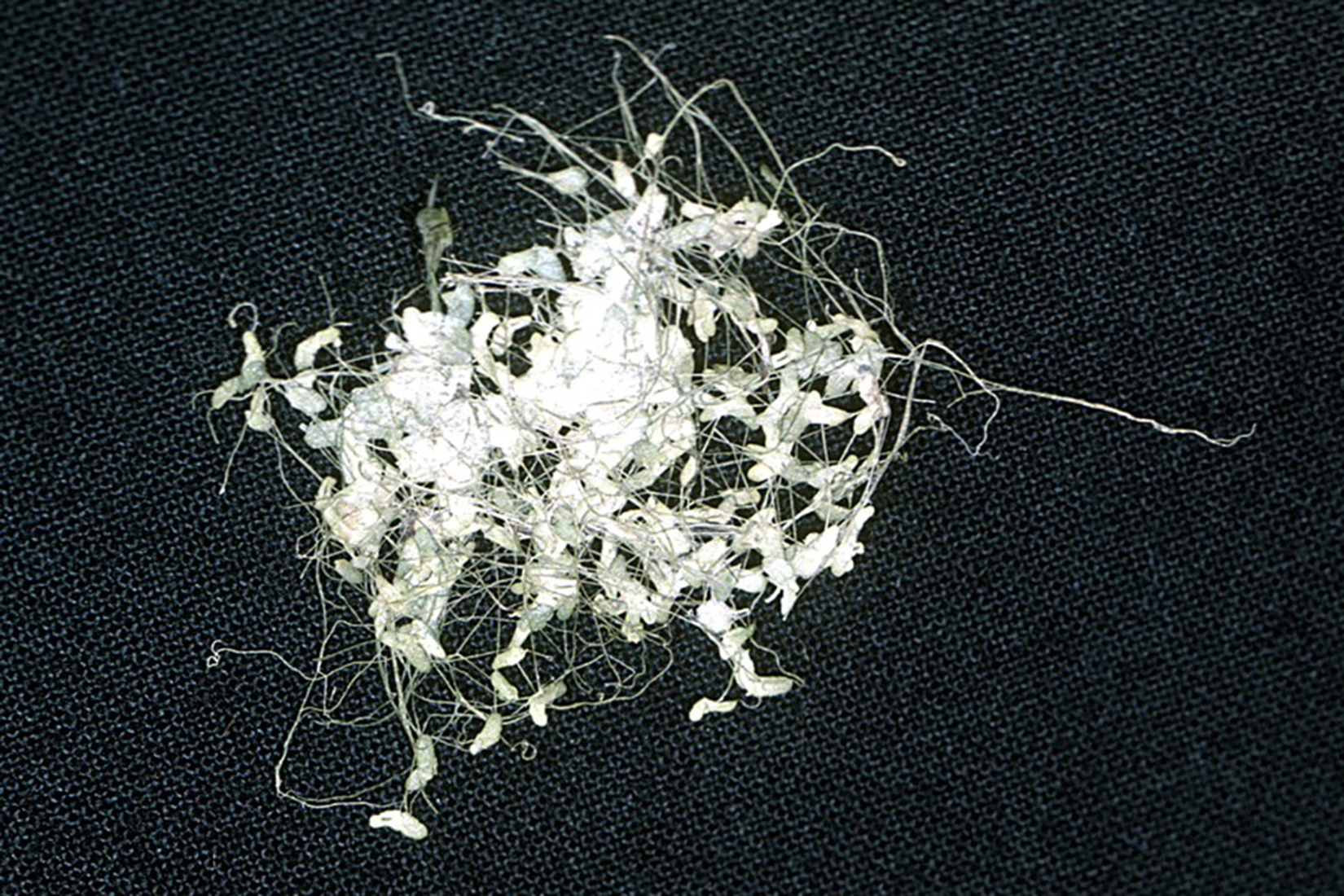
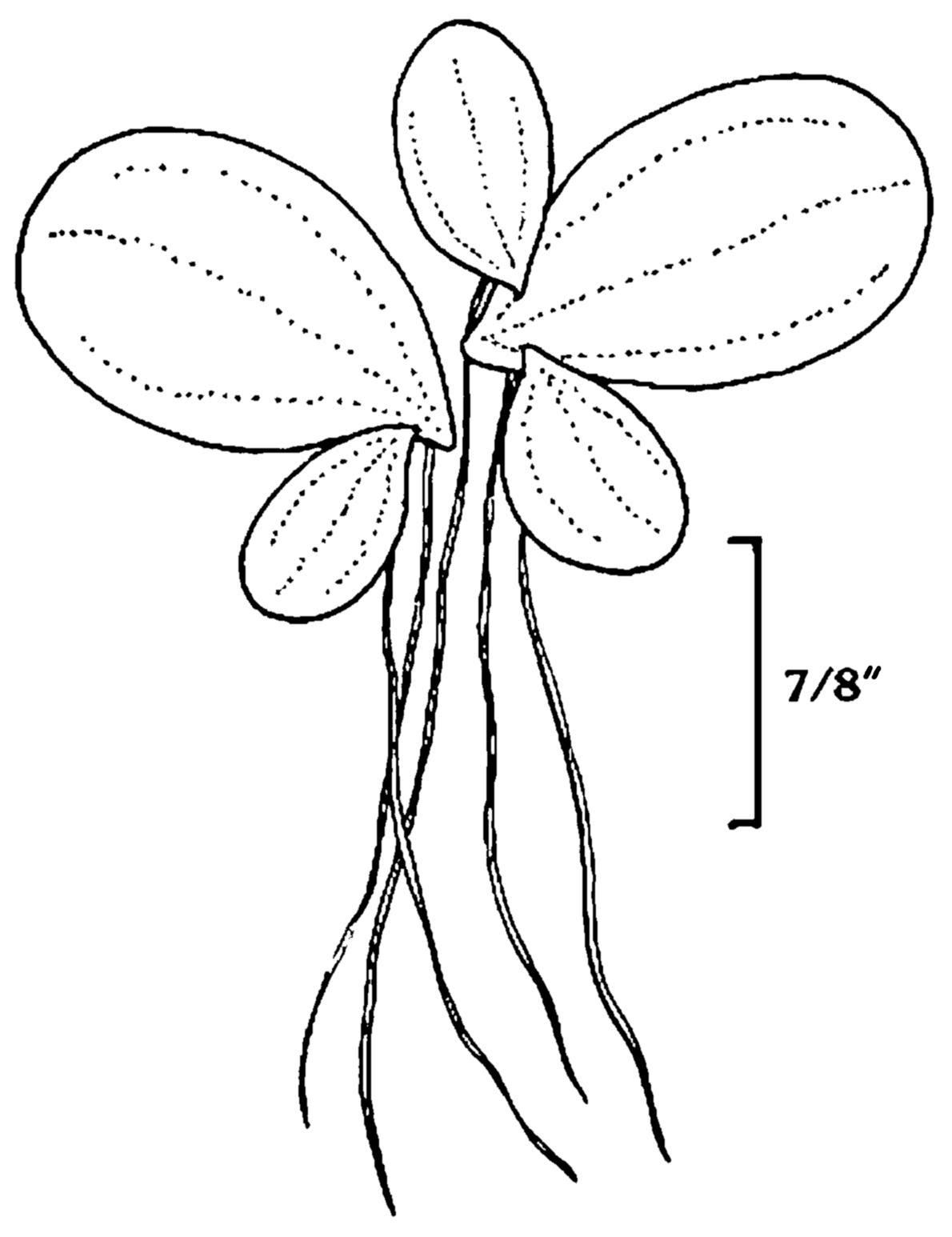